# Merced (productora audiovisual)
Merced es una productora de contenidos audiovisuales fundada en Chile en 2008 por Leonardo Medel, Juan Pablo Fernández y Daniel Ferreira. Producen películas, videoclips musicales y spots publicitarios, aunque su principal enfoque es en el ámbito cinematográfico.Se caracterizan por sus producciones innovadoras, donde destacan películas como "La Verónica" (2020), seleccionada en festivales internacionales como el Festival Internacional de Cine de San Sebastián, el Festival Internacional de Cine de Toronto y el Festival Internacional del Nuevo Cine Latinoamericano de La Habana, o "Constitución" (2016), el primer largometraje de ficción en realidad virtual de la historia de Chile.

## Historia
Leonardo (director y escritor), Juan Pablo (productor) y Daniel (montajista) se conocieron en la Escuela de Cine, donde se hicieron amigos y formaron la productora Sure. Ahí realizaron videoclips musicales para Rosario Mena, Muza, Lluvia Ácida y Gepe, además del primer largometraje del trío, denominadoPapá o 36.000 juicios de un mismo suceso (2008), protagonizado por el actor Willy Semler. En 2008, Sure terminó derivando en lo que hoy en día se conoce como Merced.
Ya establecidos con este nombre, la productora trabajó inicialmente en videoclips musicales y, en menor medida, en campañas publicitarias, donde produjeron spots para marcas como Falabella, Entel, Ripley, entre otras. En 2013, realizaron videos musicales para las canciones "Lluvia, diente, lluvia" de Gepe; "La templanza" de El Gato, La Virgen y El Diablo; "Focused noise" de Alejandro Zahler; y "Merced", canción homónima de la misma productora. Más adelante, el 25 de octubre de 2013, estrenan su primer largometraje -bajo el nombre Merced- titulado LAIS. Es protagonizado por Montserrat Ballarín y trata sobre la historia de Bernardita, una joven de clase alta que es enviada a viajar a través de los distintos segmentos socioeconómicos de Santiago. Esta película cuenta con la particularidad de que fue diseñada en formato “Gabinete para un espectador”, lo cual quiere decir que el espectador ingresará a una cabina y será detectado por sensores que modificarán la banda sonora del metraje dependiendo de la forma en que se vaya sintiendo la persona a lo largo de la obra.
Ese mismo año, Merced comenzó a trabajar en la producción de su segunda película, titulada MILF. Fue estrenada en 2014 y es protagonizada por María José Campos, quien encarna a María Teresa, una mujer mayor entregada a la vida rutinaria que vivirá un gran cambio en su día a día de forma progresiva. Dos años después, el 28 de julio de 2016, la productora estrena Coach, protagonizada por la cantante peruana Wendy Sulca, quien es acompañada en el elenco por las actrices chilenas Fabiola Matte y Rocío Usón, la modelo uruguaya Ana Paula Rondán y la actriz colombiana Libertad Patiño.La historia sigue a Marian Aguayo (Wendy Sulca), una cocinera peruana que deberá entrenar por cinco días para reemplazar a Marianne Ayala (Fabiola Matte), la CEO de la empresa de coaching ontológico Groovefield International. Marianne está embarazada y necesita a alguien para cubrir su ausencia, por lo mismo, el entrenamiento de Marian deberá ser intenso para poder dar continuidad a su gran legado.

### Producciones de realidad virtual
El 21 de noviembre de 2016, Merced -en alianza con Fundación CineCon- estrena la película Constitución en el Cinemark Alto Las Condes. Esta es la primera producción cinematográfica chilena en realidad virtual y cuenta con un elenco conformado por Mariana Di Girolamo, Gonzalo Dalgarrando, Libertad Patiño, Sabina Ojeda, Ricardo Weibel, Daniela Geisse y Juan Pablo Rosales. Cuenta la historia de Claudio Aravena, fotógrafo postrado debido a un accidente del que no guarda recuerdos. Su esposa, Clara (Mariana Di Girolamo), le administra un medicamento para ayudarlo a recuperar la memoria a corto plazo, sin embargo, dicho medicamento le provoca alucinaciones que lo hacen oscilar entre el espacio que experimenta en su propio dormitorio. El director, Leonardo Medel, comentó que no existía narrativa de ficción para largometrajes en realidad virtual, por lo mismo, Constitución es un primer acercamiento a cómo deberían ser este tipo de producciones.
En febrero de 2018, Merced graba Hotel Zentai, segunda película de realidad virtual realizada por la productora que se estrenó el 6 de octubre del mismo año en el Festival de Cine de Raindance. Está protagonizada por Mariana Di Girolamo, Antonia Zegers, Alejandro Goic, Eliana Albasetti, Daniela Geisse, Fernanda Ramírez y Ricardo Weibel. La película se desarrolla en torno a cuatro historias que se entrelazan en un club zentai, un fetiche originado en Japón en el que hombres y mujeres utilizan trajes de lycra o nylon para frotarse entre sí, sin saber quiénes son.

### La Verónica y producciones musicales
En septiembre de 2019, Merced estrenó el videoclip de la canción "Voz de la calle" del grupo Electrodomésticos. Fue el primer video musical de la banda desde 2013 y presenta diversas imágenes estáticas que visualizan distintas situaciones intercaladas con planos de la banda interpretando el tema. En octubre del mismo año, cuando en Chile ocurría el estallido social, la productora terminó de grabar La Verónica, película que se terminaría convirtiendo en la producción más exitosa de Merced hasta el momento. Fue estrenada en el Festival Internacional de Cine de San Sebastián en septiembre de 2020 y fue parte de la selección oficial de múltiples festivales internacionales de premiación tales como el Tallin Black Nights Film, el Festival de La Habana, el Festival Internacional de Cine de Mujeres de Asuán, entre otros. Es protagonizada por Mariana Di Girólamo. Ella encarna a Verónica Lara, una modelo muy popular en redes sociales casada con la estrella mundial de fútbol Javier Matamala (Ariel Mateluna). Todo cambia para ella cuando descubre que es la principal sospechosa en la investigación del asesinato de su primera hija, el cual ocurrió 10 años atrás. La película cuenta con la particularidad de que fue grabada en más de 50 planos secuencia en los que Verónica aparece en todas las escenas, siempre estando en el centro de la pantalla y en primer plano.
Después de La Verónica, en diciembre de 2020, realizan la producción para el video musical de la canción "Shake it up" de Kidd Tetoon. En noviembre de 2021, estrenan dos videoclips, siendo el primero "Efímero", canción del artista chileno Concon en colaboración con MOVEDIZA y Monoplancton. La segunda producción lanzada en dicho mes fue "Mango negro" de la cantante Fran Straube, también conocida como Rubio. Leonardo Medel, director, comentó que el mini film orbita sobre la idea de la belleza de la censura. En diciembre de 2022, producen el primer video musical de la modelo, actriz y cantante Coco Páez, titulado “Pecado original”. En marzo de 2023, realizan el segundo videoclip de la artista, llamado “Aleluya palta”. En junio del mismo año, vuelven a producir un videoclip para Concon, esta vez para el tema "La caída". Este metraje ganó el premio a mejor video experimental en la segunda edición del Festival de Videoclips SAM.

## Producciones

### Cine
- LAIS (2013)
- MILF (2014)
- COACH (2016)
- Constitución (2016)
- Hotel Zentai (2018)
- La Verónica (2020)

### Videos musicales
- Gepe - Lluvia, diente, lluvia (2013)
- El Gato, La Virgen y El Diablo - La templanza (2013)
- Alejandro Zahler - Focused noise (2013)
- Gepe - Con un solo zapato no se puede caminar (2014)
- Alex Walker - Amanecer (2015)
- Lluvia Ácida - Solo sur (2015)
- Saiko - Alud (2015)
- Sin Orbita - Cristal (2015)
- Chinoy - Nacido aquí (2015)
- Tito Dávila - Para MJ (2015)
- Elpueblodechina - Viejo brujo (2015)
- The Suicide Bitches - We hate you (2015)
- Javier Barría - Cyberpunk (2015)
- Valdivia - Bandurrías en la ciudad (2015)
- Juan Celofán - La tradición (2016)
- Electrodomésticos - Voz de la calle (2019)
- Kidd Tetoon - Shake it up (2020)
- Usted No! - Tchori (La Verónica) (2021)
- Concon - Efímero (2021)
- Rubio - Mango negro (2021)
- Fernando Milagros – Cenizas (2022)
- Coco Páez - Pecado original (2022)
- Coco Páez - Aleluya palta (2023)
- Concon - La caída (2023)

## Premios y nominaciones
| Año  | Festival                                                           | Categoría                 | Producción  | Resultado | Ref.   |
| ---- | ------------------------------------------------------------------ | ------------------------- | ----------- | --------- | ------ |
| 2020 | Festival Internacional de Cine de San Sebastián                    | Horizontes Latinos        | La Verónica | Nominada  | [ 22 ] |
| 2020 | Festival Tallinn Black Nights Film                                 | Rebeldes con una causa    | La Verónica | Ganó      | [ 22 ] |
| 2021 | North Bend Film Festival                                           | Mejor Película            | La Verónica | Ganó      | [ 23 ] |
| 2021 | Festival de Cine de Lima                                           | Mejor Película de Ficción | La Verónica | Nominada  | [ 24 ] |
| 2021 | Festival Internacional del Nuevo Cine Latinoamericano de La Habana | Premio Signis             | La Verónica | Ganó      | [ 2 ]  |
| 2021 | Festival Internacional del Nuevo Cine Latinoamericano de La Habana | Premio FIPRESCI           | La Verónica | Ganó      | [ 2 ]  |